# Saint-Éloi (Creuse)
Saint-Éloi település Franciaországban, Creuse megyében. Lakosainak száma 176 fő (2022. január 1.). Saint-Éloi Azat-Châtenet, La Chapelle-Taillefert, Janaillat, Sardent, Saint-Christophe és Saint-Victor-en-Marche községekkel határos.

## Népesség
A település népessége az elmúlt években az alábbi módon változott:
| Lakosok száma | 283  | 210  | 175  | 195  | 211  | 224  | 225  | 195  | 180  | 176  |
|               | 1968 | 1982 | 1990 | 2006 | 2013 | 2015 | 2017 | 2019 | 2020 | 2022 |